# Subway–Surface Trolley Lines

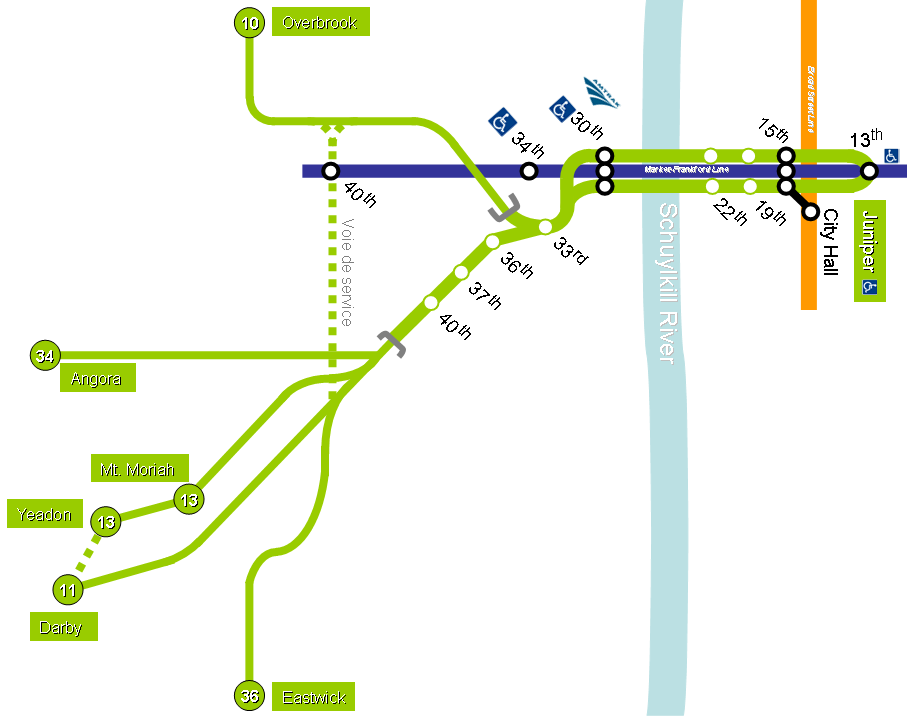
Streckenplan der Subway–Surface Trolley Lines (gestrichelte Linien = kein regulärer Verkehr)

SEPTA Metro T (bis 2025: SEPTA Subway–Surface Trolley Lines, kurz Subway–Surface Lines, wörtlich: Untergrund–Oberflächen-Straßenbahnlinien) ist eine U-Straßenbahn in Philadelphia im US-Bundesstaat Pennsylvania. Sie ist Teil von SEPTA Metro der Southeastern Pennsylvania Transportation Authority (SEPTA) und besteht aus fünf Linien T1 bis T5. Im Bereich der Innenstadt fahren die Linien in einem gemeinsamen Tunnel und erschließen von dort aus Bereiche westlich des Schuylkill River. Ihre Erkennungsfarbe ist olivgrün, die Spurweite beträgt 1581 mm (Pennsylvania-Spur).

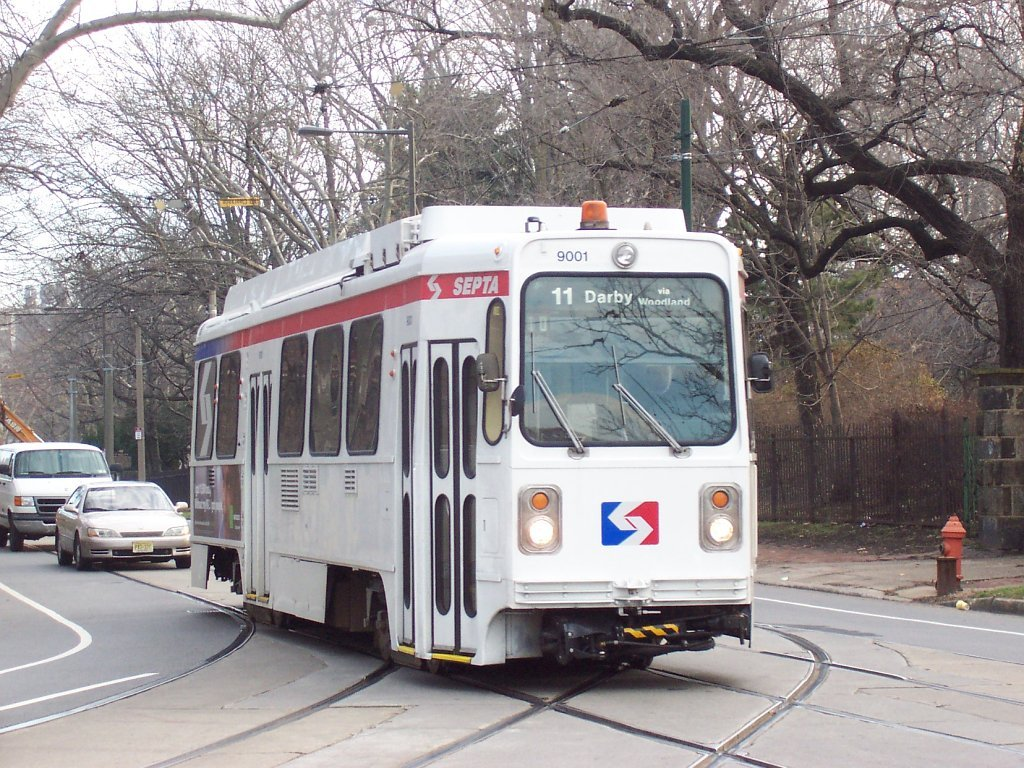
Subway–Surface Linie 11 Richtung Darby am Abzweig der Linie 13

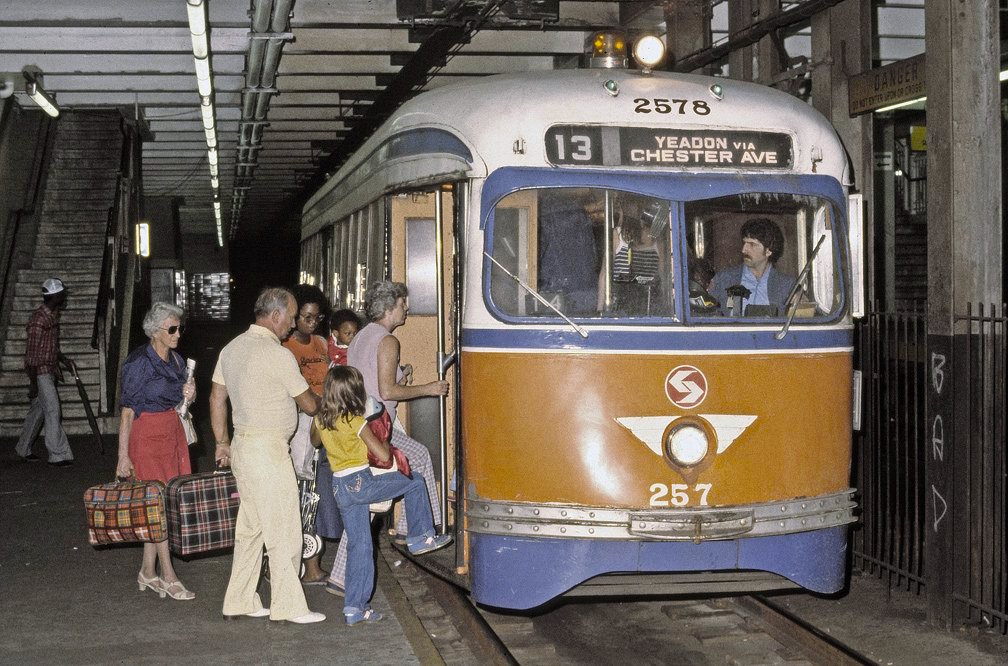
19th Street Station im Innenstadttunnel unter der Market Street mit PCC-Wagen, rechts davon die Gleise der Market-Frankford Line, 1980

Das Liniennetz entspricht einem halben Achsennetz. Alle Linien beginnen im Stadtzentrum in einer unterirdischen Wendeschleife, die um das Rathaus Philadelphia City Hall herumläuft. Von dort aus führt die Stammstrecke gemeinsam mit der SEPTA Metro L (bis 2025: Market–Frankford Line) in einem viergleisigen Tunnel unterhalb der Market Street Richtung Westen bis hinter die 30th Street Station. Die Straßenbahnen befahren dabei im Richtungsbetrieb das äußere, die U-Bahn das innere Gleispaar. Westlich der 30th Street Station verlassen die Bahnen den Tunnel, und das Linienbündel fächert sich auf. Die Linie T1 führt weiter auf der Lancaster Avenue Richtung Nordwesten, die übrigen vier Linien verlaufen nach Südwesten. Die Linien T3 und T4 haben Endpunkte außerhalb der Stadt Philadelphia in Yeadon bzw. Darby.
Entlang der Tunnelstrecke gibt es Zwischenhalte, die zwar von den Linien T1 bis T5, aber nicht der Metro L bedient werden.
| Linie     | Linie    | westliche Endhaltestelle       | befahrene Straßenzüge                                    | östliche Endhaltestelle     |
| seit 2025 | bis 2025 | westliche Endhaltestelle       | befahrene Straßenzüge                                    | östliche Endhaltestelle     |
| --------- | -------- | ------------------------------ | -------------------------------------------------------- | --------------------------- |
| T1        | 10       | Overbrook                      | Lansdowne Avenue–Lancaster Avenue–Market Street Subway   | Juniper Station (City Hall) |
| T2        | 34       | Angora                         | Baltimore Avenue–Market Street Subway                    | Juniper Station (City Hall) |
| T3        | 13       | Yeadon, einzelne Fahrten Darby | Chester Avenue–Market Street Subway                      | Juniper Station (City Hall) |
| T4        | 11       | Darby                          | Main Street (Darby)–Woodland Avenue–Market Street Subway | Juniper Station (City Hall) |
| T5        | 36       | Eastwick                       | Island Avenue–Elmwood Avenue–Market Street Subway        | Juniper Station (City Hall) |

Eine mit dem Haushaltsjahr 2025/26 eingetretene Haushaltskrise der SEPTA wird im Januar 2026 aus Kostengründen zur Umstellung der Linie T1 auf Busverkehr führen (Stand August 2025).